# ملگار د فرنامنتال
ملگار د فرنامنتال (به اسپانیایی: Melgar de Fernamental) یک شهرستان در اسپانیا است.

## خصوصیات
ملگار د فرنامنتال ۱۰۹ کیلومترمربع مساحت و ۱٬۸۹۸ نفر جمعیت دارد و ۸۲۱ متر بالاتر از سطح دریا واقع شده‌است.